# Hubert-Folie
Hubert-Folie (Ausspracheⓘ) ist eine Ortschaft und eine ehemalige französische Gemeinde mit 418 (Stand: 1. Januar 2022) im Département Calvados in der Region Normandie. Sie gehörte zum Arrondissement Caen und zum Kanton Évrecy.
Mit Wirkung vom 1. Januar 2019 wurden die ehemaligen Gemeinden Rocquancourt, Hubert-Folie und Tilly-la-Campagne zur Commune nouvelle Castine-en-Plaine zusammengeschlossen und haben in der neuen Gemeinde der Status einer Commune déléguée. Der Verwaltungssitz befindet sich im Ort Rocquancourt.

## Geografie
Hubert-Folie liegt nur wenige Kilometer südsüdöstlich von Caen. Umgeben wird die Ortschaft von Soliers im Nordosten und Osten, Bourguébus im Südosten, Tilly-la-Campagne im Süden, Saint-Martin-de-Fontenay im Südwesten und Westen, Ifs im Nordwesten sowie Cormelles-le-Royal in nördlicher Richtung.

## Bevölkerungsentwicklung
| Jahr                             | 1793 | 1836 | 1876 | 1926 | 1946 | 1968 | 1990 | 2016 |
| Einwohner                        | 76   | 86   | 92   | 65   | 71   | 75   | 196  | 369  |
| Quelle: Cassini, EHESS und INSEE |      |      |      |      |      |      |      |      |

## Sehenswürdigkeiten

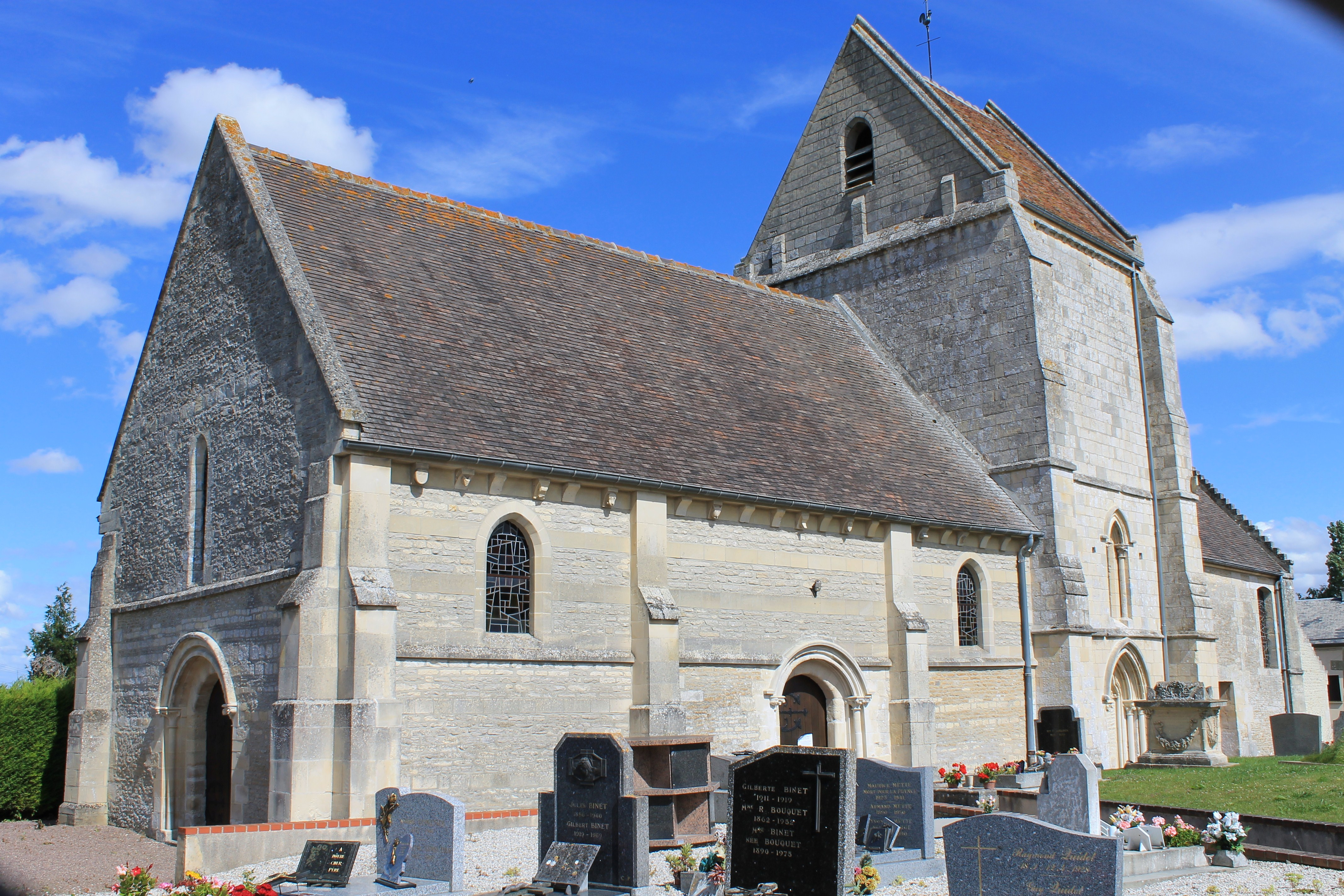
Kirche Notre-Dame

- Kirche Notre-Dame aus dem 12./13. Jahrhundert, seit 1932 Monument historique[3]